# Södermanlands runinskrifter 230
Sö 230 är en av flera runstenar som nu står i trädgården vid Torps gamla handelsbod i Sundsta och Sorunda socken på Södertörn. Den står bakom huvudbyggnaden. 
Den har liksom Sö 229, stått utmed en forntida väg som gick över "dyarna" i dalsänkan söder om Sorunda kyrka. När den övergivna vägbanken som varit kyrkoväg bortröjdes 1888, hittades de två ditintills okända runstenarna. Sannolikt har de varit så kallade brostenar.
Sö 230 är en så kallad "toksten" som inte ger någon språklig mening. Texten innehåller ett antal runor blandade med runlika tecken och har förmodligen skapats i ett dekorativt syfte. Ornamentiken består av en glosögd orm som i stenens mittparti omsluter ett kristet kors. Korsarmarnas ytterkanter tangerar ormens hals och svans.

## Källa
- Vikingatida runstenar i Sorunda socken, Palle Budtz, 1996, Sorunda hembygdsförening